# Kongregation der österreichischen Augustiner-Chorherren
Die Kongregation der österreichischen lateranensischen Augustiner-Chorherren (lat. Congregatio Canonicorum Regularium S. Augustini Lateranensium Austriaca) ist ein Ordensinstitut in der  römisch-katholischen Kirche. Sie ist in die  Konföderation der Augustiner-Chorherren integriert.

## Geschichte
Die durch Papst Gregor VII. (1073–1085) eingeleitete Kirchenreform führte für viele Kanonikerstifte wieder zur Rückbesinnung auf die alten Traditionen. Während des Pontifikats von Bonifatius VIII. (1294–1303) wurde die Entwicklung unterbrochen. Papst Eugen IV. (1431–1447) besetzte 1446 die Lateranbasilika in Rom mit Augustiner-Chorherren. Hieraus entwickelten sich die „Augustiner-Chorherren vom Lateran“. In Österreich-Ungarn gab es seit 1867 sechs Stifte der Augustiner-Chorherren vom Lateran. 1907 schlossen sich die Stifte zur „Kongregation der österreichischen Augustiner-Chorherren“ zusammen. Unter Wahrung der Eigenständigkeit der einzelnen Stifte steht der Kongregation ein Generalabt – seit 2024 der Propst des Stiftes Neustift, Eduard Fischnaller, vor.

## Generaläbte
- 1907 bis 1920 Josef Sailer
- 1920 bis 1937 Joseph Kluger
- 1937 bis 1944 Vinzenz Hartl
- 1944 bis 1953 Alipius Linda
- 1954 bis 1987 Gebhard Koberger
- 1987 bis 2002 Wilhelm Neuwirth
- 2002 bis 2017 Bernhard Backovsky
- 2017 bis 2024 Johannes Holzinger
- seit 2024 Eduard Fischnaller

## Die Kanonikerstifte
Von den sechs Abteien der Chorherren sind fünf in Österreich und eines in Südtirol beheimatet:
| Abtei          | Chorherren | Ort            | Land             | Webadresse              |
| -------------- | ---------- | -------------- | ---------------- | ----------------------- |
| Neustift       | 0000019    | Brixen         | Südtirol         | kloster-neustift.it     |
| Klosterneuburg | 0000039    | Klosterneuburg | Niederösterreich | stift-klosterneuburg.at |
| Sankt Florian  | 0000024    | Sankt Florian  | Oberösterreich   | stift-st-florian.at     |
| Herzogenburg   | 0000014    | Herzogenburg   | Niederösterreich | stift-herzogenburg.at   |
| Vorau          | 0000014    | Vorau          | Steiermark       | stift-vorau.at          |
| Reichersberg   | 0000014    | Reichersberg   | Oberösterreich   | stift-reichersberg.at   |